# Haploniscus bihastatus
Haploniscus bihastatus is een pissebed uit de familie Haploniscidae. De wetenschappelijke naam van de soort is voor het eerst geldig gepubliceerd in 2010 door Brökeland.